# Ноймаркт-ин-дер-Оберпфальц (район)
Ноймаркт-ин-дер-Оберпфальц (нем. Neumarkt in der Oberpfalz) — район в административном округе Верхний Пфальц (земля Бавария). Центр района — город Ноймаркт-ин-дер-Оберпфальц. Занимает площадь 1344,23 км². Население — 128 825 чел. Плотность населения — 96 человек/км².
Официальный код района — 09 3 73.
Район подразделяется на 19 общин.

## Города и общины
Города
1. Берхинг (8701)
2. Дитфурт-ан-дер-Альтмюль (6118)

Муниципалитеты района Ноймаркт-ин-дер-Оберпфальц (Бавария)

3. Ноймаркт-ин-дер-Оберпфальц (39 463)
4. Парсберг (6509)
5. Фельбург (5269)
6. Фрайштадт (8526)

Ярмарки
1. Брайтенбрунн (3505)
2. Лаутерхофен (3679)
3. Лупбург (2379)
4. Постбауэр-Хенг (7412)
5. Пирбаум (5669)
6. Хоэнфельс (2179)

Общины
1. Берг-бай-Ноймаркт-ин-дер-Оберпфальц (7578)
2. Бернгау (2415)
3. Дайнинг (4304)
4. Зенгенталь (2712)
5. Зойберсдорф-ин-дер-Оберпфальц (5091)
6. Мюльхаузен (4653)
7. Пильзах (2663)

### Объединения общин
1. Административное сообщество Ноймаркт-ин-дер-Оберпфальц

## Население
По оценке на 31 декабря 2015 года население района Ноймаркт-ин-дер-Оберпфальц составляет 130 385 чел. 

| Дата      | 1840  | 1871  | 1900  | 1925  | 1939  | 1950  | 1961  | 1970  | 1987   | 2011   |
| --------- | ----- | ----- | ----- | ----- | ----- | ----- | ----- | ----- | ------ | ------ |
| Население | 55219 | 57290 | 57853 | 63891 | 65917 | 83338 | 82272 | 92705 | 105346 | 126436 |

| Год       | 1960  | 1970  | 1980  | 1990   | 2000   | 2009   | 2010   | 2011   | 2012   | 2013   | 2014   | 2015   |
| --------- | ----- | ----- | ----- | ------ | ------ | ------ | ------ | ------ | ------ | ------ | ------ | ------ |
| Население | 80350 | 93113 | 99445 | 111989 | 126369 | 128049 | 127769 | 126746 | 127145 | 127826 | 128975 | 130385 |

## Внешние ссылки
- Официальная страница (нем.)